# Him Law
Him Law Tze-yat, ursprungligen Law Chung-him (förenklad kinesiska: 罗子溢; traditionell kinesiska: 羅子溢), född 28 augusti 1984, är en film- och tv-skådespelare från Hongkong.
Law började sin skådespelarkarriär med att spela som biroller i flera välkända filmer, framför allt i Mob Sister (2005), som också var Laws debutfilm. Han började senare filma för flera internet- och tv-dramer, och fick senare en nominering för bästa manliga biroll vid TVB Anniversary Awards 2008 för sin insats i sportdramat Your Class or Mine.